# Ai Sugijama
Ai Sugijama (japonsko 杉山愛), japonska tenisačica, * 5. julij 1975, Jokohama, Japonska.
Skupno se je uvrstila v enajst turnirjev za Grand Slam in jih osvojila tri. V posamični konkurenci se je na turnirjih za Odprto prvenstvo Avstralije najdlje uvrstila v četrtfinale leta 2000, kot tudi na turnirjih za Odprto prvenstvo Anglije leta 2004, na turnirjih za Odprto prvenstvo ZDA in Odprto prvenstvo Francije pa v četrti krog. Največje uspehe je dosegala v konkurenci ženskih dvojic, v kateri je po enkrat osvojila Odprto prvenstvo ZDA, Odprto prvenstvo Francije in Odprto prvenstvo Anglije, še sedemkrat se je uvrstila v finale turnirjev za Grand Slam. Na olimpijskih igrah je nastopila štirikrat in najboljšo uvrstitev dosegla leta 2004, ko je bila četrta v konkurenci ženskih dvojic. V konkurenci mešanih dvojic je leta 1999 osvojila turnirj za Odprto prvenstvo ZDA skupaj z Maheshem Bhupathijem.

## Finali Grand Slamov

### Ženske dvojice (10)

#### Zmage (3)
| Leto | Turnir                    | Partnerica    | Nasprotnici v finalu                | Rezultat finala |
| 2000 | Odprto prvenstvo ZDA      | Julie Halard  | Cara Black Jelena Lihovceva         | 6–0, 1–6, 6–1   |
| 2003 | Odprto prvenstvo Francije | Kim Clijsters | Virginia Ruano Pascual Paola Suárez | 6–7, 6–2, 9–7   |
| 2003 | Odprto prvenstvo Anglije  | Kim Clijsters | Virginia Ruano Pascual Paola Suárez | 6–4 6–4         |

### Mešane dvojice (1)

#### Zmage (1)
| Leto | Turnir               | Partner         | Nasprotnika v finalu       | Rezultat finala |
| 1999 | Odprto prvenstvo ZDA | Mahesh Bhupathi | Kimberly Po Donald Johnson | 6–4, 6–4        |